# Cremlingen
Cremlingen es un municipio situado en el distrito de Wolfenbüttel, en el estado federado de Baja Sajonia (Alemania). Su población estimada a finales de 2016 era de 13 065 habitantes.

## Geografía
Cremlingen se encuentra en el sur de la llanura del Norte de Alemania. El municipio limita con la cordillera del Elm en el sureste. 
El municipio se divide en 10 pueblos y pedanías: Abbenrode, Cremlingen, Destedt, Gardessen, Hemkenrode, Hordorf, Klein Schöppenstedt, Schandelah, Schulenrode y Weddel.

## Historia
En 1302, el pueblo de Cremlingen fue mencionado por primera vez cómo Cremlinge. Sin embargo, en el siglo XIV, se usaba el nombre Cremninge.
Al principio del siglo XX se descubrió una fuente termal a 410 metros de profundidad. El agua encontrado en la fuente tenía una temperatura de 34 °C. Aunque se presentaron planes para construir un balneario en el pueblo, nunca fue realizado. 
Los barrios que hoy forman el municipio de Cremlingen fueron agregados el 1 de marzo de 1974. Hötzum, que anteriormente formaba parte de Cremlingen, se incorporó al municipio de Sickte.

## Economía e infraestructura
En Cremlingen se encuentra la sede de la compañía de telecomunicaciones Auerswald. Además existe una fábrica de chocolate que pertenece a una empresa subsidiaria de la Halloren Schokoladenfabrik.
Entre 1962 y 2015, había un transmisor en el barrio de Abbenrode. Desde el 31 de diciembre de 2015, no prestaba servicio. Fue desmantelado en enero de 2018. 

### Tráfico
La línea férrea Brunswick-Magdeburgo discurre por los barrios de Weddel y Schandelah. Allí efectuan parada varios trenes regionales a Brunswick y Helmstedt. Detrás de la estación de Weddel empieza la línea férrea a Wolfsburgo, cual es usada también por trenes de larga distancia y de alta velocidad aunque no paren en el dicho barrio.
La carretera federal 1 pasa por el municipio. Además existe una salida de la autovía A39. 